# Black Grape
Black Grape je anglická hudební skupina, kterou v roce 1993 založili dva členové kapely Happy Mondays – zpěvák Shaun Ryder a tanečník Bez. Dále v kapele působili rappeři Paul „Kermit“ Leveridge a Carl „Psycho“ McCarthy, bubeník Ged Lynch, kytaristé Paul „Wags“ Wagstaff a Danny Saber a hráč na okarínu Oli „Dirtycash“ Dillon. V roce 1995 skupina získala smlouvu s vydavatelstvím Radioactive Records a v srpnu toho roku vydala své první album It's Great When You're Straight...Yeah. Deska se umístila na prvním místě Britské albové hitparády a stala se platinovou. Svou druhou desku Stupid Stupid Stupid, která již byla méně úspěšná, ale přesto se stala zlatou, kapela vydala v listopadu 1997.
Ryder během turné v roce 1998 postupně vyházel všechny členy kapely, která následně zanikla. V roce 2010 ji Ryder se Saberem pro jedno vystoupení obnovil. V roce 2015 byla kapela obnovena a odehrála celé turné u příležitosti 20. výročí první desky. V roce 2017 vydala svou třetí dlouhohrající desku Pop Voodoo a v roce 2024 pak čtvrtou Orange Head. Skupinu tvoří Ryder a Leveridge, které doprovází několik dalších hudebníků.

## Diskografie
- It's Great When You're Straight...Yeah (1995)
- Stupid Stupid Stupid (1997)
- Pop Voodoo (2017)
- Orange Head (2024)